# The X-Files: The Album
The X-Files: The Album - Fight The Future fue la banda sonora de la película de The X-Files de 1998 que se tituló The X-Files: Fight the Future.

## Lista de canciones
| Versión estadounidense |                     |                   |          |  |
| N.º                    | Título              | Música            | Duración |  |
| 1.                     | «One»               | Filter            |          |  |
| 2.                     | «Flower Man»        | Tonic             |          |  |
| 3.                     | «Walking After You» | Foo Fighters      |          |  |
| 4.                     | «Beacon Light»      | Ween              |          |  |
| 5.                     | «Invisible Sun»     | Sting & Aswad     |          |  |
| 6.                     | «Deuce»             | The Cardigans     |          |  |
| 7.                     | «One More Murder»   | Better Than Ezra  |          |  |
| 8.                     | «More Than This»    | The Cure          |          |  |
| 9.                     | «Hunter»            | Björk             |          |  |
| 10.                    | «16 Horses»         | Soul Coughing     |          |  |
| 11.                    | «Crystal Ship»      | X                 |          |  |
| 12.                    | «Black»             | Sarah McLachlan   |          |  |
| 13.                    | «Teotihuacan»       | Noel Gallagher    |          |  |
| 14.                    | «The X-Files Theme» | The Dust Brothers |          |  |

En la versión europea, añadieron una pista extra, "Tubular X" de Mike Oldfield. Es una versión del tema principal de The X-Files compuesto por Mark Snow, hecho al estilo del disco Tubular Bells de Mike Oldfield. Esta pista sonó en los cines durante los créditos de apertura de la versión del Reino Unido de la película. Sin embargo, esta secuencia fue excluida de la versión DVD que salió a la venta en Reino Unido.
| Versión europea |                     |                   |          |  |
| N.º             | Título              | Música            | Duración |  |
| 1.              | «Tubular X»         | Mike Oldfield     |          |  |
| 2.              | «One»               | Filter            |          |  |
| 3.              | «Flower Man»        | Tonic             |          |  |
| 4.              | «Walking After You» | Foo Fighters      |          |  |
| 5.              | «Beacon Light»      | Ween              |          |  |
| 6.              | «Invisible Sun»     | Sting & Aswad     |          |  |
| 7.              | «Deuce»             | The Cardigans     |          |  |
| 8.              | «One More Murder»   | Better Than Ezra  |          |  |
| 9.              | «More Than This»    | The Cure          |          |  |
| 10.             | «Hunter»            | Björk             |          |  |
| 11.             | «16 Horses»         | Soul Coughing     |          |  |
| 12.             | «Crystal Ship»      | X                 |          |  |
| 13.             | «Black»             | Sarah McLachlan   |          |  |
| 14.             | «Teotihuacan»       | Noel Gallagher    |          |  |
| 15.             | «The X-Files Theme» | The Dust Brothers |          |  |